# دايفيد بريغز
دايفيد بريغز (بالإنجليزية: David Briggs)‏ هو كاتب أغاني ومنتج أسطوانات أسترالي، ولد في 26 يناير 1951.

## روابط خارجية
- دايفيد بريغز على موقع ميوزك برينز (الإنجليزية)
- دايفيد بريغز على موقع أول ميوزيك (الإنجليزية)
- دايفيد بريغز على موقع ديسكوغز (الإنجليزية)